# 博戈里亚湖
博戈里亚湖（Lake Bogoria）位於非洲東邊的肯亞，在巴林戈湖的南方，大裂谷區的邊緣，是碳酸鈣湖而不是淡水湖，面積約有30平方公里，博戈里亚湖就像它週邊的湖一樣，也是許多非洲火烈鸟的家（在每年的一到四月份，數萬的火烈鸟會成群在此聚集）。使此湖知名的是在湖岸有相當多溫泉，大多數都達沸點而且蒸氣相當多，可以輕易的將蛋在短時間內煮熟。
此外博戈里亚湖中有相當多的藍綠藻和矽藻，使得陽光在不同時間照射時，湖面會有不同的顏色，如黃色、粉紅色和紫紅色等。
肯亞目前已設有博戈里亚湖國家保護區。是世界遗产肯尼亚东非大裂谷的湖泊系统的一部分。